# Reudnitz (Mohlsdorf-Teichwolframsdorf)
Reudnitz ist ein Ortsteil der Landgemeinde Mohlsdorf-Teichwolframsdorf im Landkreis Greiz in Thüringen.

## Lage und Verkehr
Reudnitz liegt nordöstlich von Mohlsdorf und südöstlich der Wälder um Greiz und Werdau nahe der Grenze zu Sachsen. Die Landesstraße 1086 erschließt den Ort verkehrsmäßig mit Anschluss zur Bundesstraße 94. Der ländlich geprägte Ort besitzt in seiner Flur Flächen im Thüringer Schiefergebirge. Die Linie 18 der PRG Greiz bedient diverse Haltestellen im Ort.

## Geschichte
1269 wurde das Dorf urkundlich erstmals erwähnt.
2012 sind im Ortsteil 950 Personen gemeldet. Eine christliche Ferienstätte Haus Reudnitz gibt es im Ort. Außerdem befindet sich eine nicht staatlich geförderte Schule in Reudnitz.
In den Mohlsdorfer-Geschichtsheften wird über die Rittergüter in Ober- und Unterreudnitz berichtet.
Am 1. Oktober 1922 wurde Reudnitz zusammen mit Herrmannsgrün nach Mohlsdorf eingemeindet. Mit Wirkung zum 1. August 1924 wurde Reudnitz wieder eine eigenständige Gemeinde; die Ortsteile Haardtberg und Fuchsloch verblieben jedoch bei Mohlsdorf.

## Persönlichkeiten
- Arthur von Geldern-Crispendorf (1871–1962), deutscher Rittergutsbesitzer auf Oberreudnitz und Politiker